# Liste der Monuments historiques in Savigny-lès-Beaune
Die Liste der Monuments historiques in Savigny-lès-Beaune führt die Monuments historiques in der französischen Gemeinde Savigny-lès-Beaune auf.

## Liste der Immobilien
| Bezeichnung                   | Beschreibung | Standort                      | Kennzeichnung | Schutzstatus   | Datum     | Bild           |
| ----------------------------- | --- | ----------------------------- | ------------- | -------------- | --------- | -------------- |
| Kirche St-Cassien             | ab dem 12. Jahrhundert | Place de l’Eglise (Lage)      | PA00112658    | Inscrit Classé | 1925 1930 | weitere Bilder |
| Anwesen Chandon de Briailles  | Herrenhaus, 1700 erbaut; einschließlich der Wirtschaftsgebäude, der Gartenanlage, der Umfassungsmauer und Teilen der Innenausstattung | 1 rue Sœur-Goby (Lage)        | PA00112659    | Classé         | 2024      | weitere Bilder |
| Château de Savigny-lès-Beaune | Wasserburg, um 1340, im 17. Jahrhundert zum Schloss umgebaut; Petit Château, 1672                                                     | Rue du Général Leclerc (Lage) | PA00112657    | Inscrit        | 1940      | weitere Bilder |

## Liste der Objekte
| Bezeichnung                                        | Beschreibung                                                                                        | Standort                        | Kennzeichnung | Schutzstatus | Datum | Bild |
| -------------------------------------------------- | --------------------------------------------------------------------------------------------------- | ------------------------------- | ------------- | ------------ | ----- | ---- |
| Zwei Adlerpulte                                    | Holz, 17. Jahrhundert                                                                               | in der Kirche St-Cassien (Lage) | PM21002160    | Classé       | 1925  |      |
| Gemälde Mater dolorosa                             | Ölfarbe auf Leinwand, 17. Jahrhundert                                                               | in der Kirche St-Cassien (Lage) | PM21002161    | Classé       | 1966  |      |
| Gemälde Jesus und Johannes der Täufer als Kinder   | Ölfarbe auf Leinwand, 17. Jahrhundert, von Michel Corneille; nach Peter Paul Rubens; 2007 gestohlen | in der Kirche St-Cassien (Lage) | PM21002162    | Classé       | 1966  |      |
| Gemälde Die heilige Familie mit dem Johannesknaben | Ölfarbe auf Leinwand, 17. Jahrhundert                                                               | in der Kirche St-Cassien (Lage) | PM21002163    | Classé       | 1988  |      |
| Gemälde Die heilige Familie und die Dreifaltigkeit | Ölfarbe auf Leinwand, 18. Jahrhundert, Jean Restout dem Jüngeren zugeschrieben                      | in der Kirche St-Cassien (Lage) | PM21002164    | Classé       | 1988  |      |
| Gemälde Ecce homo                                  | Ölfarbe auf Leinwand, vergoldeter Holzrahmen, 18. Jahrhundert; nach Tizian                          | in der Kirche St-Cassien (Lage) | PM21002165    | Classé       | 1988  |      |
| Gemälde Enthauptung des Täufers                    | Ölfarbe auf Leinwand, vergoldeter Holzrahmen, 18. Jahrhundert; nach François Perrier                | in der Kirche St-Cassien (Lage) | PM21002166    | Classé       | 1988  |      |
| Gemälde Petrus                                     | Ölfarbe auf Leinwand, 1846 von Sébastien Louis Guillaume Norblin de la Gourdaine                    | in der Kirche St-Cassien (Lage) | PM21002167    | Classé       | 1988  |      |
| Kruzifix (1)                                       | Holz, farbig gefasst, 16. Jahrhundert                                                               | in der Kirche St-Cassien (Lage) | PM21003834    | Inscrit      | 1989  |      |
| Gemälde Kreuzabnahme                               | Ölfarbe auf Leinwand, 17. Jahrhundert                                                               | in der Kirche St-Cassien (Lage) | PM21003795    | Inscrit      | 1981  |      |
| Wandgemälde Mariä Verkündigung                     | aus dem 16. Jahrhundert                                                                             | in der Kirche St-Cassien (Lage) | PM21002176    | Classé       | 1932  |      |
| Reliquienbüste des heiligen Ludwig                 | Stein, farbig gefasst, 17. Jahrhundert                                                              | in der Kirche St-Cassien (Lage) | PM21003796    | Inscrit      | 1981  |      |
| Reliquienbüste des heiligen Kassian                | Holz, farbig gefasst und vergoldet, 19. Jahrhundert                                                 | in der Kirche St-Cassien (Lage) | PM21003797    | Inscrit      | 1981  |      |
| Skulptur Madonna mit Kind                          | Holz, farbig gefasst, 19. Jahrhundert                                                               | in der Kirche St-Cassien (Lage) | PM21003798    | Inscrit      | 1981  |      |
| Skulptur Heiliger Kassian                          | Holz, farbig gefasst, 19. Jahrhundert                                                               | in der Kirche St-Cassien (Lage) | PM21003799    | Inscrit      | 1981  |      |
| Kruzifix (2)                                       | Holz, farbig gefasst, 17. Jahrhundert                                                               | in der Kirche St-Cassien (Lage) | PM21003800    | Inscrit      | 1981  |      |